# Vitan (Boekarest)
Vitan is een wijk in het zuidoosten van de Roemeense hoofdstad Boekarest. De wijk ligt aan de Dâmbovița en grenst aan Titan, Centru Civic, Olteniței en Berceni.
De naam komt van vită dat rundvee betekent. Vroeger werden er waterbuffels gevonden bij de Dâmbovița. Het Boekarest Winkelcentrum ligt aan de noordkant van de wijk. Het nu uitgedroogde Văcăreștimeer aan de rechteroever van de Dâmbovița, dat 3.06 km² groot is, is land van de staat en heeft een waarde van 650 miljoen dollar.
Districten: Sector 1 · Sector 2 · Sector 3 · Sector 4 · Sector 5 · Sector 6

Wijken: Băneasa · Berceni · Centru Civic · Colentina · Cotroceni · Crângași · Dristor · Drumul Taberei · Dudești · Ferentari · Floreasca · Giulești · Iancului · Lipscani · Militari · Obor · Olteniţei · Pantelimon · Pipera · Rahova · Tei · Titan · Văcăreşti · Vitan